# Ehemaliges Haus Zellweger
La Ehemaliges Haus Zellweger ("Ex casa degli Zellweger") è un edificio storico a Trogen. È classificato dal governo svizzero come bene culturale di importanza nazionale.

## Storia
Il palazzo fu costruito nel 1760 per il mercante Conrad Zellweger-Sulser, probabilmente dal capomastro Hans Ulrich Grubenmann. Nel 1783 fu comprato dal futuro landamano Jakob Zellweger-Wetter e da lui regalato come regalo di nozze al figlio Laurenz Zellweger-Sulser, mercante e futuro intendente dell'arsenale appena tornato da Lione.

## Descrizione
Si tratta di un edificio in pietra, con un tetto a capanna piatto e leggermente curvo e con abbaini a strascico. È presente anche una feritoia per l'ascensore con timpano trasversale ad arco ogivale. Le persiane sono dipinte con motivi fantasiosi. All'interno dell'edificio sono presenti degli stucchi realizzati da Peter Anton Moosbrugger risalenti al 1783 e con uno stile risalente al passaggio dal rococò al classicismo.